# Wayne (hrabstwo Washington)
Wayne – miasto w Stanach Zjednoczonych, w stanie Wisconsin, w hrabstwie Washington.